# Tom Stoppard
Sir Tom Stoppard OM, CBE (n. Tomáš Straussler în 3 iulie 1937, Zlín, Cehoslovacia) este un dramaturg, scenarist și traducător britanic. Născut în Cehoslovacia, Stoppard a devenit faimos pentru piesele The Real Thing (1982) și Rosencrantz and Guildenstern Are Dead (1967), respectiv pentru scenariile filmelor Imperiul soarelui (regizat de Steven Spielberg în 1987 după un roman de J. G. Ballard), Shakespeare îndrăgostit din 1988  sau Brazil din 1985.

## Opera

### Romane
- 1966: Lord Malquist and Mr Moon

### Piese de teatru
- 1964: A Walk on the Water
- 1965: The Gamblers
- 1966: Tango
- 1966: Rosencrantz and Guildenstern Are Dead
- 1968: Enter a Free Man
- 1968: The Real Inspector Hound
- 1969: Albert's Bridge
- 1969: If You're Glad I'll Be Frank
- 1970: After Magritte
- 1971: Dogg's Our Pet
- 1972: Jumpers
- 1972: Artist Descending a Staircase[4]
- 1974: Travesties
- 1976: Dirty Linen and New-Found-Land
- 1977: Every Good Boy Deserves Favour
- 1978: Night and Day
- 1979: Dogg's Hamlet, Cahoot's Macbeth
- 1979: 15-Minute Hamlet
- 1979: Undiscovered Country
- 1981: On the Razzle
- 1982: The Real Thing
- 1984: Rough Crossing
- 1986: Dalliance
- 1987: Largo Desolato, traducere a unei piese de Václav Havel
- 1988: Hapgood
- 1993: Arcadia
- 1995: Indian Ink
- 1997: The Invention of Love
- 1997: The Seagull – traducerea poiesei de Anton Cehov
- 2002: The Coast of Utopia trilogie: Voyage, Shipwreck, and Salvage
- 2004: Enrico IV (Henry IV) – traducerea piesei de Luigi Pirandello[5]
- 2006: Rock 'n' Roll
- 2010: The Laws of War — coautor[6]

### Piese radiofonice
- 1964: The Dissolution of Dominic Boot
- 1964: 'M' is for Moon Amongst Other Things
- 1966: If You’re Glad I’ll be Frank
- 1967: Albert's Bridge
- 1968: Where Are They Now?
- 1972: Artist Descending a Staircase
- 1982: The Dog It Was That Died
- 1991: In the Native State
- 2007: On Dover Beach[7]

### Piese pentru televiziune
- A Separate Peace
- Teeth
- Another Moon Called Earth
- Neutral Ground
- Professional Foul
- Squaring the Circle

### Ecranizări
- 1975: Three Men in a Boat adaptare după Jerome K. Jerome's novel for BBC Television
- 1975: The Boundary coautor cu Clive Exton
- 1985: Brazil coautor cu Terry Gilliam și Charles McKeown
- 1987: Empire of the Sun prima versiune a scenariului
- 1989: Indiana Jones and the Last Crusade rescrierea finală a scenariului lui  Jeffrey Boam și Menno Meyjes
- 1990: The Russia House scenariu pentru filmul din 1990 după romanul lui  John Le Carre Novel
- 1990: Rosencrantz & Guildenstern are Dead – câștigător Golden Lion
- 1998: Shakespeare in Love coautor cu Marc Norman; scenariul a câștigat Premiul Oscar
- 1998: Poodle Springs adaptare după romanele lui Robert B. Parker și Raymond Chandler
- 2001: Enigma film scenariu după romanul lui Robert Harris
- 2005: The Golden Compass propunere de scenariu (refuzat)
- 2012: Parade's End, scenariu pentru BBC/HBO
- 2012: Anna Karenina scenariu după romanul lui Lev Tolstoy

## Vezi și
- Listă de dramaturgi englezi